# Chitarra battente

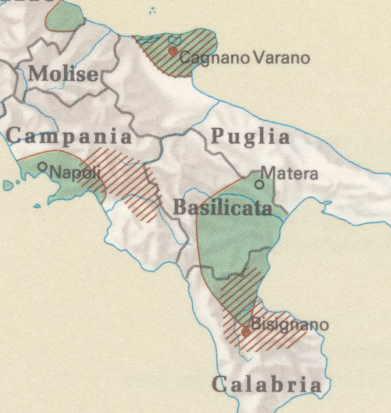
Presenza tradizionale della chitarra battente nel sud Italia (aree retinate in rosso).

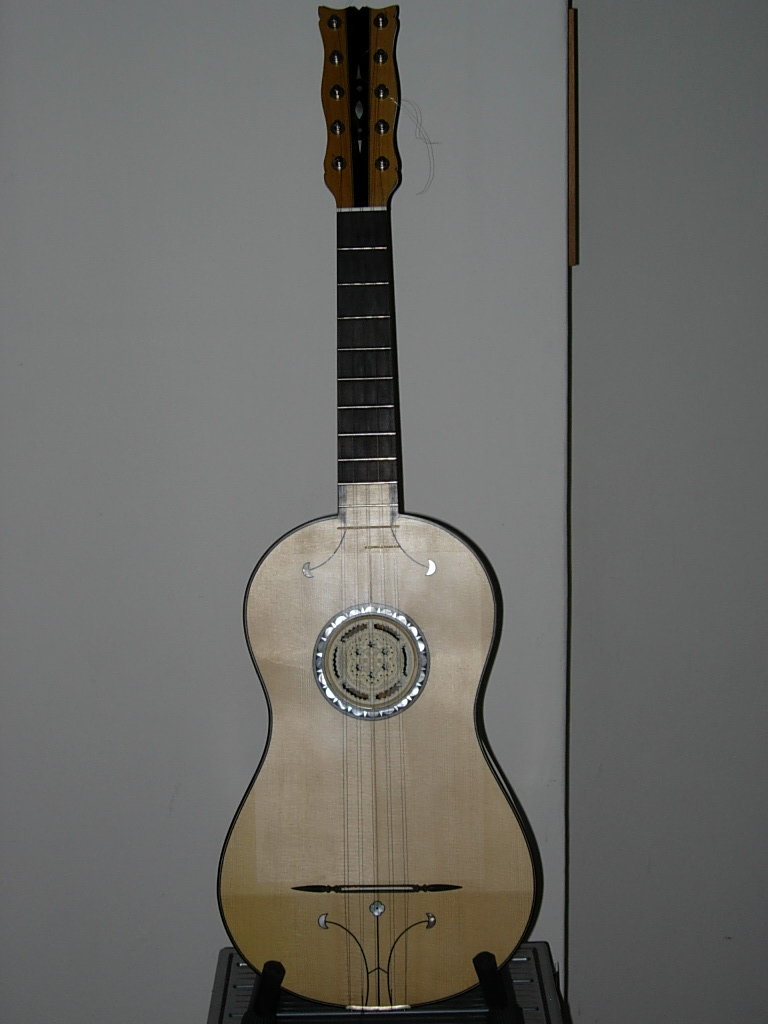
Chitarra battente cilentana costruita da Pasquale Scala

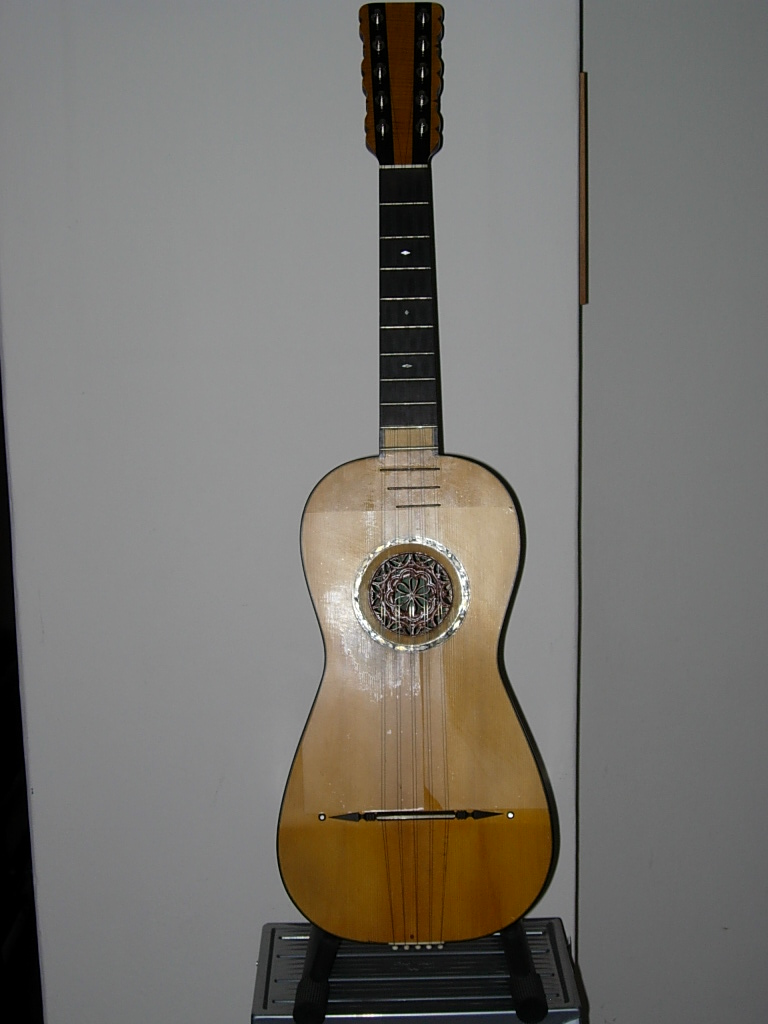
Chitarra battente calabrese costruita da Costantino de Bonis

La chitarra battente è uno strumento a 5 ordini di corde (10 corde metalliche disposte in 5 ordini doppi oppure 14 corde disposte in 4 ordini tripli e il primo doppio).
Lo strumento conobbe una vasta diffusione a partire dai primi decenni del XVIII secolo nel Lazio e in Campania e successivamente in Calabria e Puglia. I principali centri di costruzione furono localizzati in Calabria a Bisignano, con la famiglia De Bonis (dal XVII secolo in poi). Tipica della tradizione della Calabria, Puglia, Basilicata, Abruzzo, Molise e Campania (in particolare del Cilento).
Talvolta denominata anche "chitarra italiana" in contrapposizione alla chitarra "francese". L'accordatura cosiddetta "rientrante" produce un'enorme quantità di armonici che si fondono bene con la voce umana e una caratteristica che si accompagna bene al canto.

## Caratteristiche organologiche
Presenta la tipica forma allungata delle chitarre antiche, con curve poco pronunciate. Ha sempre fondo bombato con fascia alta, costruita con doghe in essenze diverse in modo che, alternando legni chiari a legni scuri, si venga a costruire un disegno decorativo a fasce verticali. Un altro tipo, più moderno, ha il fondo piatto.
Il piano armonico, piegato inferiormente ha il foro di risonanza coperto, con funzione decorativa, da una rosetta di pergamena colorata o traforata in legno.
Lo strumento è armato con corde metalliche di acciaio armonico tutte di eguale e sottile calibro, l'incordatura si realizza in cinque cori doppi o tripli. Nella tradizione popolare montava quattro più e una quinta di bordone, detto "scuordo" o "scordino".
Il ponticello è molto basso e mobile come quello del mandolino napoletano e viene mantenuto in posizione dalla pressione delle corde ed è posto sulla parte non inclinata del piano, appena oltre la piegatura.
Il manico termina con una lunga paletta.

### Accordatura
L'accordatura del modello a 5 ordini (singole o doppie) è la seguente: La (5), Re (4), Sol (3), Si (2), Mi (1). La 5 e Re 4 sono accordate un'ottava sopra rispetto alla chitarra francese ed è un'accordatura rientrante. Le corde utilizzate possono avere tutte lo stesso spessore di 0,09 pollici (0,23 mm) o 0,08 pollici (0,20 mm). Questo conferisce allo strumento un suono caratteristico che si differenzia dalle comuni chitarre e crea un cluster armonico idoneo all'accompagnamento al canto.

### Modalità esecutive
Non essendo uno strumento da plettro, va suonata con uno specifico movimento ritmico della mano, delle dita che genera una sonorità "battente" caratterizzante generi musicali quali la tarantella, la pizzica, gli stornelli e la serenata. L'alternarsi delle dita (due o tre) crea il ritmo terzinato tipico della tarantella. Questo strumento è stato concepito per svolgere una funzione ritmica e di accompagnamento al canto. Tuttavia, fra la fine del XX e l'inizio del XXI secolo, conosce una nuova vita da strumento solista grazie all'impegno di numerosi artisti e all'interesse di alcuni compositori, tra questi Francesco Loccisano.

## Discografia
- Marcello Vitale "CHITARRA BATTENTE" (Rai Trade 2003)
- Francesco Loccisano "BATTENTE ITALIANA ed RaRa 2010"
- Francesco Loccisano "MASTRìA ed CNI Records 2013"
- Francesco Loccisano "Solstizio" prodotto da Ass. Cult. Battente Italiana 2017
- Francesco Loccisano, Marcello De Carolis "VENTI" (Italysona 2020)
- Francesco Loccisano & Andrea Piccioni "Upgrade" Visage Music 2022
- Marcello De Carolis "The eclectic beating - Contemporary music for Chitarra Battente" ed Da Vinci Classics, 2021
- Cordaminazioni (Luca Fabrizio e Marcello De Carolis) "ALBERO SOLITARIO" composto dal maestro Angelo Gilardino 2018
- Cordaminazioni (Luca Fabrizio e Marcello De Carolis) "CORDAMINAZIONI" 2017
- Valentino Santagati e Anna Cinzia Villani "a catarra do vinu" i suonatori di chitarra battente nelle serre calabresi—Ed. nota geos cd book 504 - Udine 2005
- Cataldo Perri "ROTTE SARACENE" edizione Raitrade, 1992
- Cataldo Perri "BASTIMENTI" (Squilibri editore 2009)
- Cataldo Perri "GUELLARE'" (Rewind, 2012)
- Gianfranco Preiti e Antonello Ricci "TRACCE" (Sudnord re. 1987)
- Antonello Ricci "XICRO'" (CNI-Ludos, 2000)
- Castalia, G. Preiti - A. Ricci "IL SANGUE E LA SPINA" (VDM Records, 2011)
- Alessandro Santacaterina - Santacaterina (Mr. Few 2024)

## Interpreti
- Antonio Infantino
- Andrea Sacco
- Cataldo Perri
- Francesco Loccisano
- Marcello De Carolis
- Salvatore Villani
- Antonello Ricci
- Valentino Santagati
- Marcello Vitale
- Marco Bruno
- Michael Logozzo
- Alessandro Santacaterina
- Toribio Antonio Cortazzo
- Giovanni Seneca